# David Huerta (sindicalista)
David Huerta es un líder sindical estadounidense que es presidente del Sindicato Internacional de Empleados de Servicios - Trabajadores de Servicios Unidos del Oeste (SEIU-USWW, por sus siglas en inglés).

## Primeros años y carrera
Nacido y crecido en el condado de Los Ángeles. David Huerta empezó su carrera en Justicia para Conserjes (Justice for Janitors) e impulsó a organizarse para lograr mejores salarios en el condado de Los Ángeles en la década de 1990. También trabajó para el Sindicato Internacional de Empleados de Servicios y fue nombrado presidente del SEIU Workers West en 2014. La administración de Barack Obama lo nombró un "campeón del cambio" por sus esfuerzos para "promover la ciudadanía en el lugar de trabajo".

## Presidencia del SEIU
En 2022, Huerta fue nombrado presidente de SEIU California, la segunda filial estatal más grande del sindicato.

### Arresto en junio de 2025
El 6 de junio de 2025, en una redada de ICE, Huerta fue herido y arrestado, siendo acusado de conspiración para obstaculizar a las autoridades.
Los senadores estadounidenses de California Adam Schiff, y Alex Padilla, junto con el líder de la minoría del Senado Chuck Schumer, solicitaron su liberación y exigieron una revisión de su caso. El gobernador de California, Gavin Newsom, también criticó el arresto de Huerta, afirmando: «David Huerta es un líder respetado, un patriota y un defensor de los trabajadores. Nadie debería sufrir por presenciar acciones gubernamentales».
Huerta fue liberado el 9 de junio de 2025, luego de una audiencia en un tribunal federal. Está previsto que el 7 de julio comparezca para su lectura de cargos y permanezca a 100 yardas de los agentes del orden público federal. 
Huerta está casado y tiene dos hijos.